# Стефан I Црноєвич
Стефан I (*Стефан Црнојевић бл. 1426  —1465) — князь Зети у 1451—1465 роках.

## Життєпис
Походив з династії Црноєвичів. Третій син Джураджа Джурашевича, сербського воєводи та князя Паштрович. Ім'я матері невідоме: була донькою Койя Захарії, албанського володаря Даньї. Після смерті батька у 1435 році владу успадкував старший брат Гойчин, який призначив Стефан намісником Верхньої Зети. 1440 року брав участь у боях проти албанських князів Кастріоті.
У 1441 році допомагав братові у відсічі спробам сербського деспота Джураджа Бранковича відновити владу над Зетою. Після цього Стефан вступив у союз зі Стефаном Вукчичем-Косачем, герцогом Боснії (землі Герцеговини). Того ж року одружився з представницею впливового албанського роду Марією Кастріоті.
У 1443 році з початком повстання Скандербега надіслав останньому військову допомогу. У 1444 році вступив до Ліги Леже, яку було організовано Венеційською республікою та Скандербегом проти Османської імперії. У 1448 році склав васальну присягу Джураджу Бранковичу, який відновився на троні Сербської деспотовини. Це спричинило конфлікт з братом — князем Зети.
У 1451 році після повалення Гойчин правителем Герцоговини, новим князем Зети став Стефан I. У 1452 році вступив у союз з Венеційською республікою. 1455 року дож Фраческо Фоскарі звернувся до Стефана Црноєвича повернути венеційцям Будву та навколишні землі. Втім це відбулося лише після того, як османські війська захопили сербські землі в долині Морави. В результаті Стефан I передав Венеції Нижню Зету, а республіка — Стефана князем Верхньої Зети.
З цього моменту Стефан I спокійно панував над князівством, не воюючи з сусідами. Помер у 1465 році. Йому спадкував старший син Іван.

## Родина
Дружина — Марія, донька Гьона Кастріоті, князя Мата
Діти:
- Іван (д/н-1490), князь Зети у 1465—1490 роках
- Андрій
- Божидар